# Jean-Yves Roan
Pour les articles homonymes, voir Roan.
 Jean-Yves Roan est un acteur français.

## Biographie
Jean-Yves Roan est formé au conservatoire de Mulhouse où il obtient le premier prix.
Au cinéma, il tourne avec  Bertrand Tavernier, Alain Berbérian, Jean-Marc Vallée, Olivier Nakache et Éric Toledano.
Au théâtre, il alterne les pièces classiques et les créations mises en scène par  Sotha, Jean-Luc Moreau, Gildas Bourdet, José Paul, Ladislas Chollat.

## Filmographie

### Cinéma
- 1996 : Capitaine Conan de Bertrand Tavernier
- 1998 : Paparazzi d'Alain Berberian
- 2001 : Le Soleil au-dessus des nuages d'Éric Le Roch
- 2002 : Laissez-passer de Bertrand Tavernier
- 2004 : Holy Lola de Bertrand Tavernier
- 2005 :  La vie de Michel Muller est plus belle que la vôtre de Michel Muller
- 2006 : Nos jours heureux d' Olivier Nakache et Éric Toledano
- 2010 : Sans laisser de traces de Grégoire Vigneron
- 2010 : La Princesse de Montpensier de Bertrand Tavernier
- 2011 : Et soudain, tout le monde me manque de Jennifer Devoldère
- 2011 : Café de Flore de Jean-Marc Vallée

### Télévision
- 2003 : Même âge, même adresse, série
- 2006 : Boulevard du Palais, épisode  Rituels barbares
- 2011 : Hard, série

## Théâtre

### Comédien
- 1985 : Un chapeau de paille d'Italie d'Eugène Labiche, mes Tibor Egervari, Théâtre du Peuple
- 1986 : La Légende d’Amys et Amyle d'après Maurice Pottecher, mes Tibor Egervari, Théâtre du Peuple
- 1992 : Catarineto de Catherine Zambon, d'après Jean-Henri Fabre
- 1993 : L’Avare de Molière, mes Jean-Luc Moreau, Théâtre des Bouffes-Parisiens
- 1995 : Qu'est-ce qu'il y a dedans ? de et mes Sotha, Café de la Gare
- 1995 : On est peu de choses de et mes Sotha, Café de la Gare
- 1995 : Les Crachats de la lune de et mes Gildas Bourdet, Théâtre de la Michodière
- 1999- 2000 : Les Trente Millions de Gladiator d'Eugène Labiche et Philippe Gille, mes Jean-Luc Revol, Théâtre de la Madeleine, tournée
- 1999- 2001 : La main passe de Georges Feydeau, mes Gildas Bourdet, Théâtre national de Chaillot, tournée
- 2004- 2005 : Les Uns chez les autres de Alan Ayckbourn, mes Gildas Bourdet, Théâtre de l'Ouest parisien, Théâtre de Namur
- 2010 : Le Mariage de Figaro de Beaumarchais, mes Ladislas Chollat, Comédie de Picardie
- 2010 - 2012 : Le Technicien de Éric Assous, mes Jean-Luc Moreau, théâtre du Palais-Royal, tournée
- 2013- 2014 : Jamais 2 sans 3 de Jean Franco, mise en scène de Jean-Luc Moreau, Théâtre du Palais-Royal, tournée
- 2013-2015 : Joyeuses Pâques de Jean Poiret, mes Jean-Luc Moreau, Théâtre du Palais-Royal, tournée
- 2016 : Alexandre ou les dessous des conquêtes d'après Jean Racine, adaptation et mes Sotha, Café de la Gare, Festival d'Avignon[2]
- 2017 - 2018 : La Garçonnière de Billy Wilder et I.A.L. Diamond, mes José Paul, Théâtre de Paris
- 2018-2019 :  La Cage aux folles de Jean Poiret, mes Jean-Luc Revol, tournée
- 2019-2020 : L'Heureux Stratagème de Marivaux, mes Ladislas Chollat, Théâtre Edouard VII[3]

### Auteur
- 2018 : Papa va bientôt rentrer, coécrit avec Jean Franco, mes José Paul,  Théâtre de Paris[4]